# Прудня 2-я
Прудня 2-я — деревня в Нелидовском городском округе Тверской области.

## География
Находится в юго-западной части Тверской области на расстоянии приблизительно 2 км на юг-юго-запад по прямой от города Нелидово на правом берегу Межи.

## История
В 1859 году здесь (деревня Прудня Бельского уезда Смоленской губернии) был учтен 1 двор, в 1941 — 6. До 2018 года входила в состав ныне упразднённого Новосёлковского сельского поселения.

## Население
Численность населения: 12 человек (1859), 4 (русские 100 %) в 2002 году, 1 в 2010.